# خالد الصديق
خالد الصديق (1945 - 14 أكتوبر 2021)؛ مُنتج وكاتب سيناريو ومخرج سينمائي كويتي، يُعد رائد الحركة السينمائية الكويتية، رُشّح فيلمه «بس يا بحر» الذي أنتجه وأخرجه في 1972 لجائزة الأوسكار لأفضل فيلم أجنبي في حفل توزيع جوائز الأوسكار الخامس والأربعين، وهو أول فيلم كويتي يترشح للجائزة.

## حياته العملية
بدأ خالد محمد صديق بستكي حياته العملية في القسم الهندسي في تلفزيون الكويت، ثم أصبح مدير إستديو ثم مخرجًا، وكانت أولى مهامه الرسمية في عام 1964، حيث انتدبه التلفزيون ليمثل الكويت في مهرجان مونت كارلو، وبعد عودته ساهم في إنشاء قسم سينمائي تابع للتلفزيون تبنى فيما بعد الحركة السينمائية في الكويت.

## أعماله

### السينما
- المطرود (1964)
- الصقر (1965)
- الرحلة الأخيرة (1966)
- الأمن الداخلي (1967)
- محكمة الفريج (1967)
- وجوه الليل (1968)
- معهد الأمل (1969) (عن الصم والبكم)
- بس يا بحر (1972)
- عرس الزين (1976)
- شاهين (1986)

## جوائز وتكريمات
نال عدد من الجوائز والتكريمات العالمية والعربية عن فيلمه بس يابحر منها الجائزة الأولى في مهرجان الفيلم الشبابي في دمشق (1972)، جائزة الشرف في مهرجان طهران الأول للسينما العالمية، جائزة فيبرانشي وجائزة النقاد السينمائيين العالميين في مهرجان البندقية السينمائي، الجائزة الثانية في مهرجان أوهايو العالمي، في الولايات المتحدة وكانت الجائزة الوحيدة المخصصة لفيلم روائي، جائزة الأسد الفضي في مهرجان البندقية، إضافة لعدة جوائز من مهرجانات وملتقيات سينمائية في شيكاغو وأسبانيا وقرطاج وغيرها، كما حصد فيلمه «عرس الزين» 7 جوائز عالمية، ونال خالد جائزة الدولة التقديرية لعام 2010.

## وفاته
توفي فجر يوم الخميس 14 أكتوبر 2021 الموافق 8 ربيع الأوّل 1443 هـ، عن عمر ناهز 76 عامًا، ونعى المجلس الوطني للثقافة والفنون والآداب في بيان صحفي الصديق الذي وُصِف بأنه رائد الحركة السينمائية الكويتية.

## وصلات خارجية
- خالد الصديق على موقع IMDb (الإنجليزية)
- خالد الصديق على موقع قاعدة بيانات الأفلام العربية
- خالد الصديق على موقع قاعدة بيانات الفيلم (الإنجليزية)